# Референдумы в Лихтенштейне (1992)
Референдумы в Лихтенштейне проходили 15 марта, 28 июня и 13 декабря 1992 года. В марте прошёл референдум по вопросу о необходимости проведения всеобщих голосований для утверждения международных договоров и был одобрен 71,4 % избирателей. В июне прошёл референдум относительно снижения избирательного возраста с 20 до 18 лет, который был отклонён 56,3 % избирателей. Два были проведены в ноябре в связи с отменой 8-процентного избирательного барьера и добавлением в Конституцию пункта, запрещающего дискриминацию, оба из которых были отклонены. Пятый и последний референдум 13 декабря был посвящён присоединению к Европейской экономической зоне (ЕЭЗ). Он был одобрен 55,8 % избирателей, при явке избирателей 87 %. Однако, несмотря на голосование «за» присоединение к ЕЭЗ, когда Европейская ассоциация свободной торговли впоследствии возникла в 1994 году, Лихтенштейн присоединился только после второго референдума в 1995 году.

## Контекст

### О референдумах по международным договорам
Референдум касался явного распространения предмета факультативных референдумов на некоторые международные договоры.
Это была народная инициатива Торговой палаты после неизбежного присоединения Лихтенштейна к Европейской экономической зоне (ЕЭЗ). Предлагалось внести статью № 66bis в Конституцию Лихтенштейна, с тем чтобы можно было беспрепятственно организовывать факультативный референдум по международным договорам, заключённым правительством в рамках статьи № 8.
Такой референдум должен был состояться, если более четырёх муниципалитетов или более 1 500 зарегистрированных избирателей подписывают запрос в соответствии со статьей № 64 Конституции. Тогда необходимо большинство голосов для подтверждения решения Ландтага. Порядок организации референдума должен был разъясняться законом.
Инициатива собрала подписи более 1500 избирателей и была представлена в Ландтаг в рамках статьи № 64-2 Конституции. Парламент отклонил его 12 декабря 1991 года, что привело к голосованию.

### Снижение избирательного возраста с 20 до 18 лет
Референдум касается снижения избирательного возраста с 20 до 18 лет.
Проект конституционной поправки к статье № 29-2 Конституции Лихтенштейна, принятый Ландтагом, распространялся на право голоса для всех граждан старше 18 лет, которые постоянно проживают в стране.
Это был факультативный конституционный референдум парламентского происхождения: Ландтаг решил представить законопроект на всенародное голосование в рамках статьи № 66 Конституции и статьи № 111, касающейся конституционных поправок.

### Отмена избирательного барьера
Референдум касался отмены избирательного барьера в 8 % на выборах в законодательные органы.
Со времени «молчаливых выборов» 1939 года и до 1963 года выборы в Ландтаг проводились с избирательным порогом 18 %. Во время выборов в законодательные органы в 1962 году Христианская социальная партия не смогла получить ни одного места, набрав лишь 10,1 % голосов, что привело к подаче апелляции в Конституционный суд. Последний отменил в том же году порог в 18 % в избирательном законе, считая его неконституционным. Порог в 8 % был закреплён в новом законе о выборах, утверждённом населением в ходе референдума 1972 года.
Это была народная конституционная инициатива партии Свободный список, в которой предлагалось исключить статью № 46-3 Конституции Лихтенштейна об избирательном барьере в 8 %.
Инициатива собрала подписи более 1500 избирателей и была представлена в Ландтаг в рамках статьи № 64-2 Конституции. Парламент отклонил его, что привело к референдуму.

### Конституционная поправка о запрете дискриминации
Референдум касается поправки к Конституции, в целом запрещающей всякую дискриминацию.
Это была народная конституционная инициатива партии Свободный список, предлагавшая добавить в статью № 31-бис Конституции Лихтенштейна отрывок, запрещающий дискриминацию. Инициатива собрала подписи более 1500 избирателей и была представлена в Ландтаг в рамках статьи № 64-2 Конституции. Парламент отклонил его, что привело к референдуму.

### Присоединение к Европейской экономической зоне
Референдум касался вступления в Европейскую экономическую зону (ЕЭЗ).
Ландтаг одобрил договор 21 ноября 1992 года (19 — за, 5 — против). После этого последовала оживлённая дискуссия о дате организации референдума, после чего правительство приняло решение 28 ноября, решив установить дату после того, как решение будет принято в Швейцарии, так как Лихтенштейн был связан с ней договором о Таможенном союзе, несовместимом с вступлением в ЕЭЗ одной страны без другой.
Это был факультативный конституционный референдум парламентского происхождения: Ландтаг решил представить этот законопроект на всенародное голосование в рамках статьи № 66-бис Конституции о международных договорах.

## Результаты

### О референдумах по международным договорам
| Выбор                               | Голоса | %    |
| ----------------------------------- | ------ | ---- |
| За                                  | 6 281  | 71,4 |
| Против                              | 2 513  | 28,6 |
| Недействительных/пустых бюллетеней  | 183    | -    |
| Всего                               | 8 977  | 100  |
| Зарегистрированных избирателей/Явка | 13 870 | 64,7 |
| Источник: Démocratie Directe        |        |      |

### Снижение избирательного возраста с 20 до 18 лет
| Выбор                               | Голоса | %    |
| ----------------------------------- | ------ | ---- |
| За                                  | 2 184  | 43,7 |
| Против                              | 2 814  | 56,3 |
| Недействительных/пустых бюллетеней  | 83     | -    |
| Всего                               | 5 081  | 100  |
| Зарегистрированных избирателей/Явка | 13 925 | 36,5 |
| Источник: Démocratie Directe        |        |      |

### Отмена избирательного барьера
| Выбор                               | Голоса | %    |
| ----------------------------------- | ------ | ---- |
| За                                  | 2 373  | 32,3 |
| Против                              | 4 964  | 67,7 |
| Недействительных/пустых бюллетеней  | 151    | -    |
| Всего                               | 7 488  | 100  |
| Зарегистрированных избирателей/Явка | 13 979 | 53,6 |
| Источник: Démocratie Directe        |        |      |

### Конституционная поправка о запрете дискриминации
| Выбор                               | Голоса | %    |
| ----------------------------------- | ------ | ---- |
| За                                  | 1 782  | 24,6 |
| Против                              | 5 473  | 75,4 |
| Недействительных/пустых бюллетеней  | 233    | -    |
| Всего                               | 7 488  | 100  |
| Зарегистрированных избирателей/Явка | 13 979 | 53,6 |
| Источник: Démocratie Directe        |        |      |

### Присоединение к Европейской экономической зоне
| Выбор                               | Голоса | %    |
| ----------------------------------- | ------ | ---- |
| За                                  | 6,722  | 55.8 |
| Против                              | 5,322  | 44.2 |
| Недействительных/пустых бюллетеней  | 120    | -    |
| Всего                               | 12,164 | 100  |
| Зарегистрированных избирателей/Явка | 13,982 | 87.0 |
| Источник: Démocratie Directe        |        |      |